# Mount Skidmore
Mount Skidmore ist ein 865 m hoher Berg im ostantarktischen Coatsland. In den La-Grange-Nunatakkern der Shackleton Range ragt er an der Ostflanke der Mündung des Stratton-Gletschers auf.
Teilnehmer der Commonwealth Trans-Antarctic Expedition (1955–1958) unter der Leitung des britischen Polarforschers Vivian Fuchs kartierten ihn 1957. Luftaufnahmen entstanden 1967 durch die United States Navy. Das UK Antarctic Place-Names Committee benannte ihn 1972 nach dem britischen Geologen Michael J. Skidmore vom British Antarctic Survey, der von 1966 bis 1969 auf dem Brunt-Schelfeis und von 1968 bis 1969 auch in der Shackleton Range tätig war.